# Volevo essere un duro
"Volevo essere un duro" é uma canção do cantor e compositor italiano Lucio Corsi, coescrita com Tommaso Ottomano e produzida por Ottomano e Antonio Cupertino. Foi lançado pela Sugar Music a 12 de fevereiro de 2025.
A canção competiu no Festival de Música de Sanremo 2025, terminando em 2.º lugar e recebendo o prémio da crítica. Mais tarde, foi escolhida como a representação de Itália no Festival Eurovisão da Canção de 2025, depois de o vencedor de Sanremo, Olly, ter recusado a oportunidade de representar o país no concurso.

## Composição
A canção, escrita pelo próprio Lucio Corsi com Tommaso Ottomano, e a coproduziu juntamente com Antonio Cupertino, desenvolve-se como uma reflexão sobre as expectativas pessoais e sociais em relação à autoimagem face ao bullying que sofreu em criança.